# Costes
A Costes Magyarország első Michelin-csillagos étterme. Budapesten, a Ráday utcában található. Tulajdonosai között van Gerendai Károly, a Sziget Fesztivál főszervezője is.

## Története
Az étterem 2008-ban nyílt meg, konyháját a nyitástól 2009 végéig Miguel Rocha Vieira vezette. Ezt követően Nicolas Rafael Delgado volt a séf 2010 júniusáig, amikor visszatért Vieira a konyha élére.
2015 júniusában megnyílt a Costes Downtown is a Vigyázó Ferenc utcában, így Miguel Vieira mindkét étterem munkáját felügyeli, támogatja. A Costes Downtown 2016 márciusában szintén megkapta a Michelin csillagot.

## Ételek
Az étterem filozófiája szerint a modern nemzetközi konyhát ötvözi a magyar konyhaművészettel. A kínálatban szerepel többek között folyami rák uborkával és vízitormával, galamb melle és combja céklával és kávés jus-vel, vaddisznó csicsókával, erdei gombákkal és vörösáfonyával is. Egy a la'carte fogás 5-13 ezer forintba kerül. Az ötfogásos degusztációs menü – amely lényegében az étterem karakterét is összefoglalja – borokkal együtt körülbelül 45 ezer forintba kerül.
A csúcsgasztronómiát képviselő éttermekhez hasonlóan nem a mennyiségre, hanem az alapanyagokra, a technológiára és a kinézetre helyezik a hangsúlyt. Az alapanyagokat az utóbbi években egyre inkább hazai termelésből, illetve kis mennyiségben a párizsi Rungis piacról szerzik be.

## Személyzet
Az étterem executive séfje a portugál Miguel Rocha Vieira, akinek mestere, Ferran Adrià a molekuláris gasztronómia egyik fő képviselője. Egy ideig az argentin Nicolas Rafael Delgado vezette a konyhát, aki 2010-ben az azóta megszűnt Mix Terasz nevű étterembe távozott.
2015 júliusától a napi munkát Palágyi Eszter Head Chef vezeti Miguel Vieira felügyeletével.

## Díjak, elismerések
A Costes kapta 2009-ben és 2012-ben  a Dining Guide Év Étterme díját. 2010 márciusában – Magyarországon elsőként, Közép-Európában a prágai Four Seasons szálloda Allegro nevű étterme után másodikként – Michelin-csillaggal ismerték el, melyet 2016 márciusában és ezt megelőzően is minden évben sikerült megtartania.
További siker, hogy a 2015 júniusában nyitott Costes Downtown is megkapta első Michelin csillagát röviddel a nyitás után, 2016 márciusában.
A 2011-es Gault Millau Ausztria étteremkalauzban 17 ponttal a legjobb magyarországi étterem lett, de cseh és szlovák versenytársait is megelőzte, a 2012-es kiadásban 18, 2014-ben és 2015-ben ismét 17 pontot kapott.
Az Alexandra Kiadó Étteremkalauza 20 pontos rendszerében 2009-ben 15, 2010-ben 15,5, 2011-ben 16 pontra értékelte.